# 猫なんかよんでもこない。
『猫なんかよんでもこない。』（ねこなんかよんでもこない）は、杉作による日本のノンフィクション漫画作品。及び、それを原作とした実写映画、短編アニメ作品。略称は「猫よん」。

## 概要
『クロ號』のモデルとなった2匹のネコの実話を元に、原作者・杉作の目線から描いたエッセイ作品。本作を描き始めた時点で、モデルとなったクロとチン子は既に亡くなっている。
2015年10月から12月にかけてBS朝日とテレビ大阪にてテレビアニメが放映され、2016年1月には実写映画が公開された。杉作にとっては初のメディアミックス作品となる。

## 登場人物
演は映画版における俳優およびタレント猫、声はテレビアニメ版における声優。
オレ（杉田ミツオ）
演 - 風間俊介 / 声 - 岩畔祐希
ボクシングに人生を捧げるプロボクサー志望の三十路寸前の男。猫嫌い。アニキが兄弟の猫を拾って帰ってきてしばらく経った頃に、試合中の怪我が原因で選手生命を絶たれる。
アニキ（兄貴）
演 - つるの剛士 / 声 - 木戸昌宏
売れない漫画家。弟であるオレの元に、後にクロとチン子と名付けられる兄弟の猫を拾って連れ帰ってくる。
ウメさん
演 - 松岡茉優
医者
声 - 伊藤武瑠

### 猫
クロ
演 - りんご / 声 - 小山リサ
チン子
演 - のりこ / 声 - 神川莉生
ポコ
クロ死後に拾われた。
マダラ
クロの子を産む。
ハイイロ
クロの友達。
ノラ猫3兄弟
声 - 山内穂乃香

## 原作漫画
杉作による代表作『クロ號』のモデルになったネコ達の実話を元にしたエッセイ漫画。
- 杉作 『猫なんかよんでもこない。』 実業之日本社、全4巻
  1. 2012年5月17日発売 ISBN 978-4-408-41164-4
  2. 2013年3月14日発売 ISBN 978-4-408-41172-9
  3. 2013年10月31日発売 ISBN 978-4-408-41177-4
  4. 2014年12月4日発売 ISBN 978-4-408-41178-1
- 杉作&杉崎守[注 2]『猫なんかよんでもこない。その後 公式ファンブック』
  1. 2015年9月17日発売 ISBN 978-4-408-41417-1

## 実写映画
2016年1月30日より公開。監督は『グッモーエビアン!』『探検隊の栄光』の山本透。風間俊介が、5年ぶりに主演を担当する。
原作者の杉作が食堂のおやじ役として出演する。
第1巻を基に製作されているが、同作者の作品『マル犬ロッキー』のセリフが挿入、原作では第2巻から出てくるウメさんが登場する、アニキの性格が異なるといった相違点も見られる。
映画公開記念イベントとして「一日だけの猫映画祭」を予定。

### スタッフ（映画）
- 監督 - 山本透
- 脚本 - 山本透、林民夫
- プロデューサー - 森川健一、宇田川寧
- 撮影 - 小松高志(J.S.C)
- 照明 - 蒔苗友一郎
- 録音 - 高島良太
- 美術 - 林千奈
- 編集 -  相良直一郎
- 音楽 - 兼松衆
- 主題歌 - SCANDAL「Morning sun」[8]
- 題字 - 関 善之 for VOLARE inc.
- 宣伝協力 - ねこのきもち
- 特別協力 - フェリシモ猫部
- 配給・宣伝 - 東京テアトル
- 製作プロダクション - ダブ
- 製作 - 「猫なんかよんでもこない。」製作委員会（テレビ大阪、ダブ、NBCユニバーサル・エンターテイメントジャパン、ぴあ、BS朝日、プランダス、TBSラジオ、実業之日本社）

## アニメ
2015年10月より12月までBS朝日とテレビ大阪で放送された約5分の短編アニメーション。全12話。
テレビ大阪では2016年1月18日から30日まで再放送された。
キャストは、日本工学院クリエイターズカレッジの学内オーディションで選出された学生が担当する。

### スタッフ（アニメ）
- 原作 - 杉作「猫なんかよんでもこない。」（実業之日本社刊）
- 監督・脚本 - 野尻喜昭
- 作画 - 嵐川傳藏
- 題字 - 関 善之 for VOLARE inc.
- 音響制作 - 安藤友章（メディアハウス・サウンドデザイン）
- 音楽 - 兼松衆
- 録音スタジオ - SKIPシティ 彩の国ビジュアルプラザ
- 制作進行 - 妙円園洋輝
- プロデューサー - 森川健一
- 制作 - ダブ
- 制作協力 - 株式会社リレーション、日本工学院専門学校クリエイターズカレッジ、デジタルSKIPステーション
- 製作著作 - 2015「猫なんかよんでもこない。」製作委員会

### 各話リスト
| 話数     | サブタイトル           |
| -------- | ---------------------- |
| 第一話   | 我が家に猫がやってきた |
| 第二話   | そんなオレが猫を       |
| 第三話   | 景色                   |
| 第四話   | こんな2匹              |
| 第五話   | 俺はボクサー           |
| 第六話   | 夢やぶれて             |
| 第七話   | アニキよ、どこに行く？ |
| 第八話   | 経費削減               |
| 第九話   | 君と暮らせば           |
| 第十話   | 追跡                   |
| 第十一話 | 賢猫「チン」           |
| 最終話   | 猫とクリスマス         |

### 放送局
| 放送期間                 | 放送時間                     | 放送局     | 対象地域 |
| ------------------------ | ---------------------------- | ---------- | -------- |
| 2015年10月3日 - 12月19日 | 土曜 0:54 - 1:00（金曜深夜） | BS朝日     | 日本全域 |
| 2015年10月9日 - 12月24日 | 金曜 1:00 - 1:05（木曜深夜） | テレビ大阪 | 大阪府   |

## コラボレーション
フェリシモ猫部
クロをモチーフとした「クロ猫足もふもふルームソックス」とチンをモチーフとした「ハチワレ猫耳もふもふヘアターバン」が、映画前売りチケットとセットで2015年10月13日から販売。
ねこのきもち